# Farní sbor Českobratrské církve evangelické v Jablůnce
Farní sbor Českobratrské církve evangelické v Jablůnce je sborem Českobratrské církve evangelické v Jablůnce. Sbor spadá pod Východomoravský seniorát
Farářem sboru je Otakar Mikoláš. Kurátorem sboru je Milan Hůževka.

## Kazatelé sboru
- farář Miroslav Janeba (1967–2006)
- jáhen Martin Tomešek (2008–2018)
- farář Otakar Mikoláš (2024–2027)